# La Roque-sur-Pernes
La Roque-sur-Pernes é uma comuna francesa na região administrativa da Provença-Alpes-Costa Azul, no departamento de Vaucluse. Estende-se por uma área de 11,03 km². Em 2010 a comuna tinha 429 habitantes (densidade: 38,9 hab./km²).